# Pseudopoda acris
Espèce
Pseudopoda acris est une espèce d'araignées aranéomorphes de la famille des Sparassidae.

## Distribution
Cette espèce est endémique de l'État kachin en Birmanie,. Elle se rencontre vers Kambaiti.

## Description
Le mâle holotype mesure 10,8 mm et les femelles paratypes 13,8 et 14,2 mm.

## Systématique et taxinomie
Cette espèce a été décrite par Zhang, Jäger et Liu en 2023.

## Publication originale
- Zhang, Zhu, Zhong, Jäger & Liu, 2023 : « A taxonomic revision of the spider genus Pseudopoda Jäger, 2000 (Araneae: Sparassidae) from East, South and Southeast Asia. » Megataxa, vol. 9, no 1, p. 1-304.